# وادي قبقاب
وادي قبقاب هو واد في سراة بلاد بلقرن تسيل مياهه من شفا آل يزيد حتى يصب في وادي شواص في بلاد شمران.